# 女神異聞錄 惡魔倖存者
《女神異聞錄 惡魔倖存者》是日本會社Atlus為任天堂DS開發及發行的細規模戰棋角色扮演遊戲。
標題雖然有「女神異聞錄」亦同是《女神轉生系列》的外傳，但與同公司開發的《女神異聞錄系列》（Persona）屬於不同的支系列。Atlus美國為了方便管理系列品牌而將「女神異聞錄」改為「Shin Megami Tensei」（真·女神轉生）。遊戲繼承女神轉生系列的主要元素：與惡魔或神的使者交手、在不同立場間作出選擇以達到不同的故事結局、收集和召喚惡魔戰鬥、將兩匹惡魔合體以製作更強的惡魔使用。之後為了避免與真女神轉生系列混淆，此系列便改名為「惡魔倖存者」（Devil Survivor）。
以此款遊戲為基礎，並添增第八天劇情的任天堂3DS遊戲《惡魔倖存者 超時極限》已在2011年9月1日於日本發售。

## 故事劇情
在一個年分沒被特定的現代東京的8月中旬，在青山陵園發生了一場大爆炸導致大量惡魔從魔界湧到現實世界，日本政府為免情況惡化而指派自衛隊封鎖環狀鐵路山手線以內的首都地區，還切斷電力供應及電訊網絡。被困在首都圈內的主角與好友篤郎和柚子拿著被改造的COMP（外形與任天堂DS幾乎一樣），為了生存而與惡魔達成契約與其他的惡魔戰鬥，不久後他們從COMP中了解到封鎖線內的人都活不過1週。

## 相關設計
本作的角色人物設計由《無頭騎士異聞錄 DuRaRaRa!!》的插畫家ヤスダスズヒト擔任。

## 外部連結
- 女神異聞錄：惡魔倖存者日本官方網站（页面存档备份，存于）（日語）
- 女神異聞錄：惡魔倖存者美國官方網站（英文）
- 惡魔倖存者：超時極限日本官方網站（页面存档备份，存于）（日語）
- 惡魔倖存者：超時極限美國官方網站 （英文）